# Mistrzostwa Europy w Lekkoatletyce 1971 – bieg na 400 m kobiet

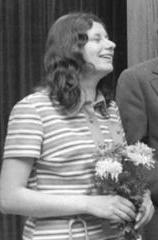
Helga Seidler

Bieg na dystansie 400 metrów kobiet był jedną z konkurencji rozgrywanych podczas X Mistrzostw Europy w Helsinkach. Biegi eliminacyjne zostały rozegrane 10 sierpnia, biegi półfinałowe 11 sierpnia, a bieg finałowy 12 sierpnia 1971 roku. Zwyciężczynią tej konkurencji została reprezentantka Niemieckiej Republiki Demokratycznej Helga Seidler. W rywalizacji wzięło udział dwadzieścia osiem zawodniczek z czternastu reprezentacji.

## Rekordy
| Rekord świata     | Marilyn Neufville (JAM) | 51,0 | Edynburg, Wielka Brytania | 23.07.1970 |
| Rekord Europy     | Nicole Duclos (FRA)     | 51,7 | Ateny, Grecja             | 18.09.1969 |
| Rekord mistrzostw | Nicole Duclos (FRA)     | 51,7 | Ateny, Grecja             | 18.09.1969 |

## Wyniki

### Eliminacje
Bieg 1
| Miejsce | Zawodniczka       | Czas  | Uwagi |
| ------- | ----------------- | ----- | ----- |
| 1       | Rita Kühne        | 53,17 | Q     |
| 2       | Colette Besson    | 53,18 | Q     |
| 3       | Anette Rückes     | 53,56 | Q     |
| 4       | Karin Lundgren    | 53,77 | Q     |
| 5       | Swetła Złatewa    | 54,03 |       |
| 6       | Mariana Suman     | 54,33 |       |
| 7       | Bożena Zientarska | 55,04 |       |

Bieg 2
| Miejsce | Zawodniczka         | Czas  | Uwagi |
| ------- | ------------------- | ----- | ----- |
| 1       | Helga Seidler       | 52,70 | Q     |
| 2       | Inge Bödding        | 53,01 | Q     |
| 3       | Natalja Czistiakowa | 53,18 | Q     |
| 4       | Marianne Burggraaf  | 53,57 | Q     |
| 5       | Bernadette Martin   | 53,72 |       |
| 6       | Danuta Piecyk       | 54,30 |       |
| 7       | Stefka Jordanowa    | 55,14 |       |

Bieg 3
| Miejsce | Zawodniczka          | Czas  | Uwagi |
| ------- | -------------------- | ----- | ----- |
| 1       | Marika Eklund        | 54,35 | Q     |
| 2       | Christel Frese       | 54,42 | Q     |
| 3       | Karoline Käfer       | 54,48 | Q     |
| 4       | Elisabeth Randerz    | 54,50 | Q     |
| 5       | Krystyna Hryniewicka | 54,67 |       |
| 6       | Lubow Aksionowa      | 54,91 |       |
| 7       | Josefina Salgado     | 56,27 |       |

Bieg 4
| Miejsce | Zawodniczka             | Czas    | Uwagi |
| ------- | ----------------------- | ------- | ----- |
| 1       | Ingelore Lohse          | 53,34   | Q     |
| 2       | Maria Sykora            | 53,49   | Q     |
| 3       | Mona-Lisa Strandvall    | 53,69   | Q     |
| 4       | Jannette Roscoe         | 53,95   | Q     |
| 5       | Nadieżda Kolesnikowa    | 54,35   |       |
| 6       | Eva-Charlotte Malmström | 54,65   |       |
| 7       | Ingunn Einarsdóttir     | 1:01,33 |       |

### Półfinały
Półfinał 1
| Miejsce | Zawodniczka         | Czas  | Uwagi |
| ------- | ------------------- | ----- | ----- |
| 1       | Helga Seidler       | 52,77 | Q     |
| 2       | Colette Besson      | 52,88 | Q     |
| 3       | Marika Eklund       | 53,11 | Q     |
| 4       | Natalja Czistiakowa | 53,16 | Q     |
| 5       | Karoline Käfer      | 53,70 |       |
| 6       | Marianne Burggraaf  | 53,77 |       |
| 7       | Karin Lundgren      | 53,95 |       |
| 8       | Anette Rückes       | 54,36 |       |

Półfinał 2
| Miejsce | Zawodniczka          | Czas  | Uwagi |
| ------- | -------------------- | ----- | ----- |
| 1       | Ingelore Lohse       | 52,99 | Q     |
| 2       | Inge Bödding         | 53,16 | Q     |
| 3       | Maria Sykora         | 53,27 | Q     |
| 4       | Rita Kühne           | 53,75 | Q     |
| 5       | Mona-Lisa Strandvall | 54,03 |       |
| 6       | Christel Frese       | 54,11 |       |
| 7       | Jannette Roscoe      | 54,59 |       |
| 8       | Elisabeth Randerz    | 54,88 |       |

### Finał
| Miejsce | Zawodniczka         | Czas  | Uwagi |
| ------- | ------------------- | ----- | ----- |
| 1       | Helga Seidler       | 52,14 | NR    |
| 2       | Inge Bödding        | 52,90 |       |
| 3       | Ingelore Lohse      | 52,93 |       |
| 4       | Maria Sykora        | 53,10 |       |
| 5       | Natalja Czistiakowa | 53,19 |       |
| 6       | Marika Eklund       | 53,35 |       |
| 7       | Colette Besson      | 53,70 |       |
| 8       | Rita Kühne          | 53,91 |       |